# ポロック 2人だけのアトリエ
『ポロック 2人だけのアトリエ』（Pollock）は、2000年制作のアメリカ映画。
画家ジャクソン・ポロックの伝記"Jackson Pollock: An American Saga"（ピューリッツァー賞 伝記部門受賞）を、俳優のエド・ハリスが監督・プロデューサー・主演の3役を務めて映画化した。
ポロックの妻を演じたマーシャ・ゲイ・ハーデンがアカデミー助演女優賞を受賞した。

## ストーリー
20世紀の米国における現代美術を代表するアーティスト、ジャクソン・ポロックの生涯を描く。物語は1941年、若いポロックのもとを女性画家リー・クラズナーが訪ねてくるところから始まる。ポロックの才能に惚れこんだクラズナーは彼を画壇の有力者に紹介し、彼の名は徐々に美術界に浸透していく。そうした中で二人は恋に落ち、45年に結婚。夫婦は郊外の自然に囲まれた農家に引越し、新たなアトリエの中でポロックは創作活動に集中する。彼はそこで、有名なドリップ・ペインティングに象徴される革新的な作品を次々と生み出し、時代の寵児となっていく。しかしまた、それに伴う重圧は、徐々に彼の精神を蝕んでいく。クラズナーは懸命に夫の苦悩に寄り添っていこうとするが…。

## キャスト
※括弧内は日本語吹替
- ジャクソン・ポロック - エド・ハリス（金尾哲夫）
- リー・クラズナー - マーシャ・ゲイ・ハーデン（湯屋敦子）
- ペギー・グッゲンハイム - エイミー・マディガン（宮寺智子）
- ルース・クリグマン - ジェニファー・コネリー（小林沙苗）
- ウィレム・デ・クーニング - ヴァル・キルマー（新垣樽助）
- トニー・スミス - ジョン・ハード
- クレム・グリーンバーグ - ジェフリー・タンバー（島香裕）
- ダン・ミラー - トム・バウアー

吹替版その他出演：大滝寛、水内清光、村松康雄、小形満、石住昭彦、よのひかり、細野雅世、中川和恵、吉田浩二、浦山迅、田村聖子、前田ゆきえ、宮島岳史
日本語版制作スタッフ 演出：木村絵理子、翻訳：竹本浩子、録音・調整：吉田佳代子、プロデュース：小澤純子、制作担当：稲垣孝優（東北新社）、制作：東北新社